# Hessle
För andra betydelser, se Hessle (olika betydelser).
Hessle (engelskt uttal: [ˈhɛzəl]) är en stad och civil parish i kommunen East Riding of Yorkshire vid mynningsviken Humbers norra sida, cirka 7 kilometer väster om centrala Kingston upon Hull. Tätortsdelen (built-up area sub division) Hessle hade 14 515 invånare vid folkräkningen år 2011.